# 테크니컬

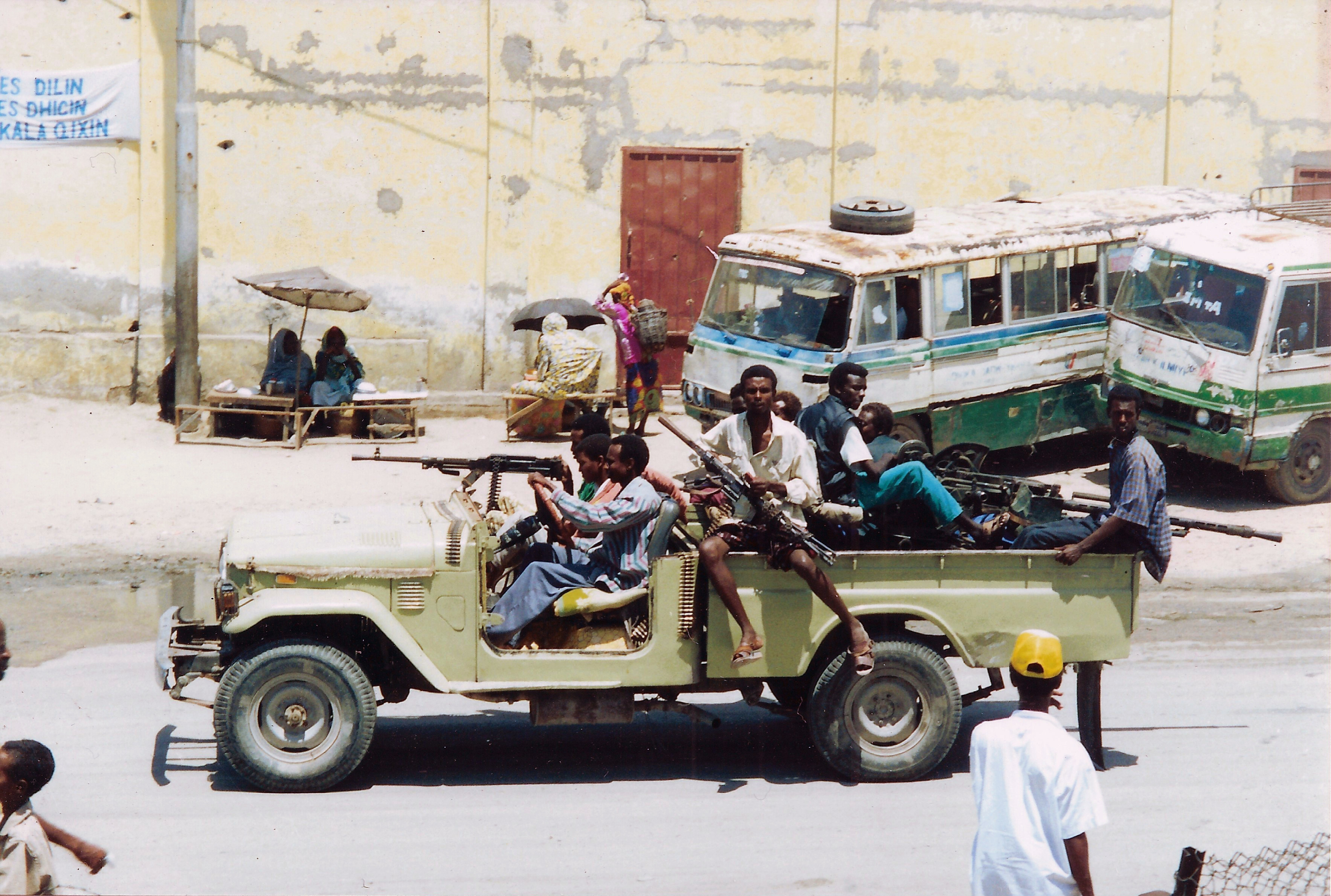
1990년대 초반 소말리아 수도 모가디슈에서 촬영된 테크니컬.차량 후부에 ZPU-1, 조수석 앞에는 SG-43을 탑재했다.

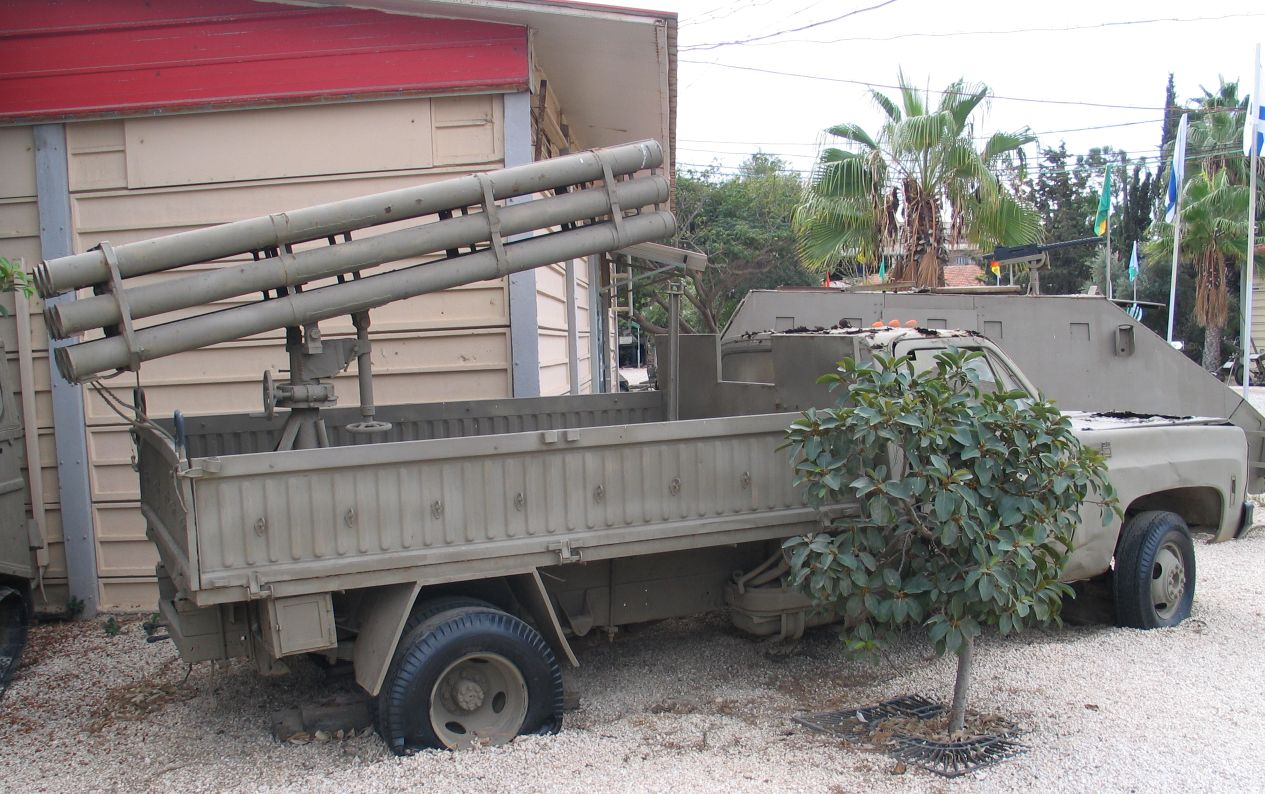
BM-21용 122mm로켓탄 9연장 발사기를 탑재한 테크니컬. 이스라엘 군사박물관에 전시되어 있는 차량(레바논에서 노획된 것으로 추정)

테크니컬(Technical)은 픽업 트럭 등 민간차량의 짐칸에 총포를 설치해, 탑승전투를 가능하게 만든 전투차량이다. 장갑을 두르지 않았다는 점에서 장갑차와는 구분된다.

## 개요
민간용 경차량(특히 픽업 트럭)의 짐칸에 중기관총이나 무반동포 등의 중화기를 탑재한 화력지원차량. 건 트럭 등도 유사한 급조병기의 부류에 속하며, 개발도상국의 군대나 무장집단이 운용하고 있다. 정규 군용차량에 비해 운용제한이 크고, 정규전에는 어울리지 않는다. 그러나 가난한 분쟁지역에서는 귀중한 화력지원차량이며, 민병들 간의 분쟁에서는 전세를 결정짓는 존재가 될 수 있을 정도이다.
일반적으로 장갑은 없고, 탑승자는 공격에 취약하다. 그 때문에 적의 경보병보다 사정거리가 더 긴 중화기를 갖고 사정거리 밖에서 공격하는 등의 전술을 이용한다.
소형 중에서는 신뢰성이 높은 일본제 픽업트럭이 인기가 있으며, 대형 차체의 것으로는 미국제 픽업트럭이 널리 사용된다.
테크니컬이라고 불리는 유형의 무장차량은 소말리아를 기원으로 한다. 민간의 경호요원을 동반하는 것을 거부당한 비정부조직이 인력보호를 위해 「기술지원조성금」(technical assistance grants)이란 명목의 자금을 이용해 그 지역의 총잡이를 고용했었다. 그것이 변해 무장한 사람들을 태우는 차량의 이름이 되었다.
테크니컬은 또한 배틀웨건(battlewagons), 건웨건(gunwagons), 건십(gunships) 등의 이름으로도 알려져 있다.

## 구조
픽업 트럭과 같은 소형자동차의 짐칸에 화기(기관총이나 로켓포, 박격포, 무반동포, 대공기관총)를 탑재하였다.
험비나 VBL 장갑차, 경장갑기동차 등의 군용 4륜식 장갑차와는 달리, 본래 방어기능은 고려되지 않은 민간차량을 활용한 것이기에, 짐칸에서 총기류를 조작하는 민병, 비정규병의 신체가 노출되는 경우가 많고, 그것은 운전자도 마찬가지로, 주행계인 엔진이나 연료 탱크, 타이어 등도 장갑 보호나 내탄대응으로 만들어져 있지 않다. 또한 비장갑차량에 무장을 장비한 차량이더라도, 그것이 지프나 UAZ-469 등과 같이 원래 군용으로 설계된 차량의 경우는 테크니컬이라 부르지 않는다.

## 사례

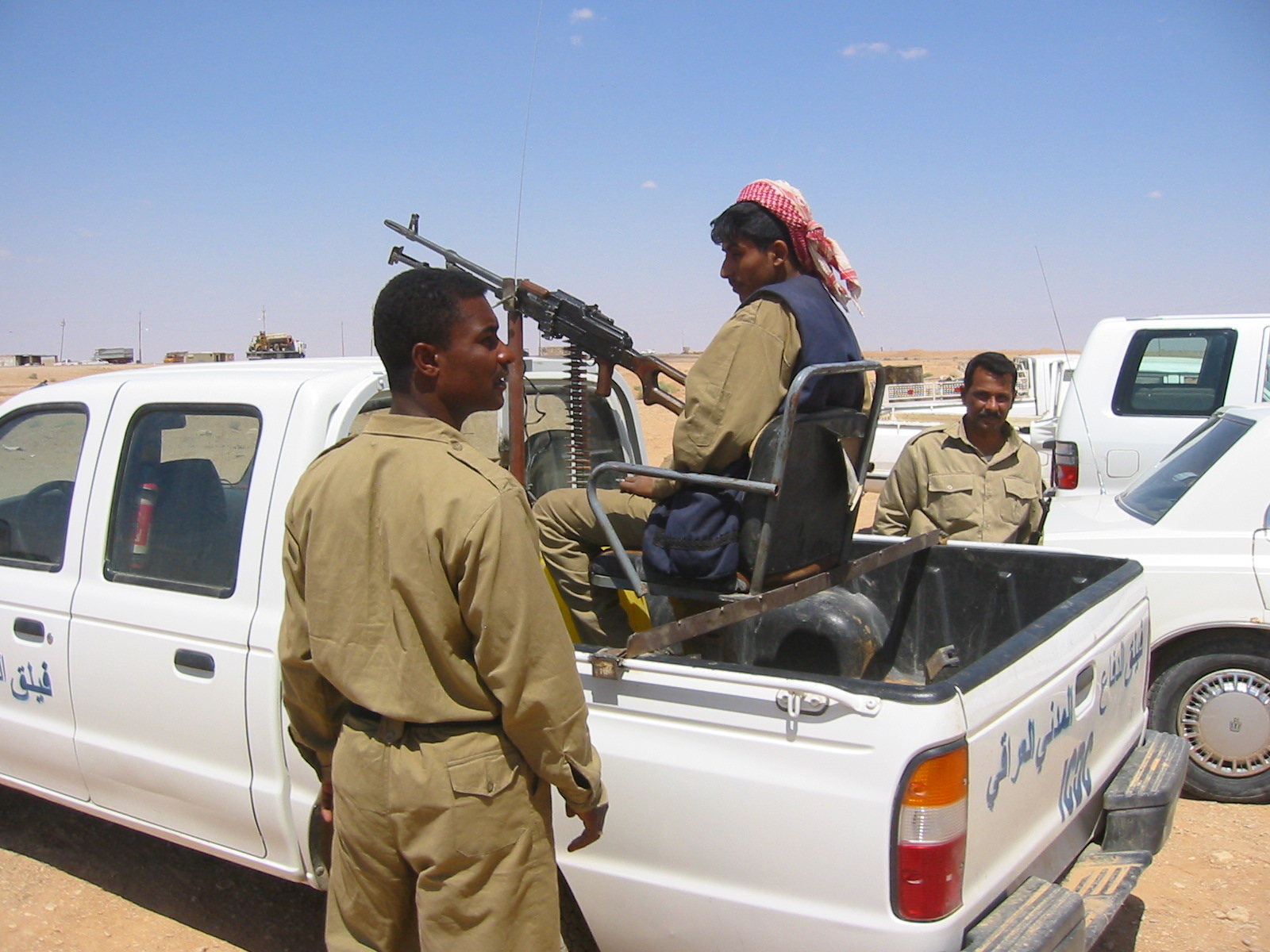
이라크 치안부대가 사용하고 있는 PK기관총을 탑재한 토요타제 픽업 트럭 테크니컬.

기관총을 탑재한 차량은 동유럽에서 처음 사용되었다. 제2차 세계 대전에서는 영국의 장거리 사막 전투단(Long Range Desert Group)이 이집트 사막과 차드에서 벌어진 전투에 사용했다.
- 서사하라
폴리사리오 전선이 모리타니(1975–79)와 모로코(1975–)와의 전투에서 사용. 독립을 지지하고 있던 알제리는 랜드로버의 테크니컬을 게릴라에게 제공했다.
- 차드 내전（토요타 전쟁）
1987년의 내전에서 미국의 시사주간지 타임스가 "Toyoya War"(토요타 전쟁)이라는 이름을 사용했다. 이 내전에서 차드 정부군은 토요타제 픽업트럭에 기관총이나 대전차 미사일을 탑재해 운용하였고, 반정부군을 지원하고 있던 리비아군의 T-54/55나 T-62 전차를 격파하는 등 커다란 전과를 올렸다. 반정부측도 또한 토요타제 픽업트럭을 병력 수송용 차량으로 사용했다. 적을 격파하고 신나게 달려 사라져가는 픽업트럭의 뒷면에 새겨진 "TOYOTA"의 로고가, 보는 사람의 기억에 선명하게 남아 「토요타 전쟁」이라는 이름을 얻게 된 계기가 되었다.
- 소말리아
1990년 처음 벌어진 소말리아 전쟁, 2006년부터 계속되고 있는 소말리아 내전에서 이용.
- 아프가니스탄
아프가니스탄 전쟁 중 탈리반과 미국 특수부대가 사용.
- 이라크
이라크군이 2003년 이라크 전쟁에서 사용하였고, 종전 후에도 이라크 치안부대나 민간 군사 기업에서 사용되고 있다.
- 수단
다르푸르 분쟁에서 잔자위드, 수단 해방군이 사용하고 있다.
- 차드
2006년과 2008년에 일어난 분쟁에서 사용되었다.
- 레바논
반정부세력이 2008년 5월에 Chouf District에서 발생한 군사충돌에서 사용. 사용된 차량은 대한민국에서 중고로 구매한 차량이며 웃긴 점은 차량에 '부경자동차 운전전문학원'이라 씌여있다는 점이다. 운전학원이 폐업하면서 팔린 중고 차량이 이 사람들의 손에 들어갔다.

## 같이 보기
- 게릴라 / 내전 / 비대칭전쟁
- 군용차량
- 건 트럭 - 군의 수송용 트럭에 장갑과 경무장을 더한 차량. 정규군의 보급부대가 자신들의 수송용 트럭을 현지에서 개조해 만들곤 한다.
- 토요타 전쟁

## 참고
1. ↑  “Guerrilla Trucks: Why rebels and insurgent groups the world over love the Toyota Hilux pickup as much as their AK-47s”. 뉴스위크. 2010년 10월 14일. 2010년 10월 25일에 확인함.
2. ↑  Somali Warlords Moving Gunwagons from Mogadishu 보관됨 2007-09-29 - 웨이백 머신 Somalia News Update
3. ↑  Somalia transitional government soldiers keep watch from a battlewagon over the parliament at Baidoa in November 2006. AFP Photo
4. ↑  Making a killing 보관됨 2011-05-23 - 웨이백 머신 타임스